# 南方三年游击战争
南方三年游击战争指中国工农红军主力在第五次反围剿战争中遭到重创后，被迫撤出中央革命根据地，进行战略转移（即长征），留下部分部队和游击队于1934至1937年间在中国南方八省坚持进行的游击战争。

## 概述
1934年10月，中央红军主力撤出中央苏区进行长征后，中共中央决定成立苏区中央分局和中央军区，以项英为分局书记兼军区司令员和政治委员。同时，成立中华苏维埃共和国中央政府办事处，以陈毅为主任。留在长江南北的红军部队和游击队及部分党政工作人员，在江西、福建、广东、浙江、湖北、湖南、安徽、河南等八省。抗日战争全面爆发后，这些游击队被整编为新四军。

## 红军的十四个游击区
1937年10月组建的新四军，其初始兵员来自以下14个游击根据地：

### 湘鄂赣边
红十六师，主要领导人为傅秋涛等。

### 湘赣边
主要领导人为谭余保。

### 赣粤边
主要领导人为项英、陈毅、陈丕显。

### 皖浙赣边
皖浙赣红军独立团，主要领导人为关英等。

### 闽西
主要领导人为张鼎丞、邓子恢、谭震林等。

### 闽粤边
又称闽南游击区。红军独立第3团，领导人黄会聪。

### 浙南
中国工农红军挺进师，粟裕、刘英。

### 闽北
闽北独立师，主要领导人为黄道、黄立贵、曾镜冰。

### 闽东
主要领导人为叶飞。

### 鄂豫皖
中国工农红军第二十八军，高敬亭任军长兼政治委员。

## 未编入新四军的红军南方游击队

### 未接受改编的红军游击队
- 川陕游击区
- 皖浙赣边杨文翰率领的赣东北游击队
- 赣北地区刘为泗率领的赣北游击大队

### 改编为国民党军的游击队
- 滇桂黔边游击区